# Riccò del Golfo di Spezia
Riccò del Golfo di Spezia este o comună din provincia La Spezia, regiunea Liguria, Italia, cu o populație de 3.576 locuitori (1 ianuarie 2023) și o suprafață de 37,76 km².

## Demografie
Riccò del Golfo di Spezia - evoluția demografică

|  | Graficele sunt indisponibile din cauza unor probleme tehnice. Mai multe informații se găsesc la Phabricator și la wiki-ul MediaWiki. |

Date: Recensăminte sau birourile de statistică - grafică realizată de Wikipedia